# Nient'altro che noi
Nient'altro che noi è una canzone degli 883, pubblicata come terzo singolo estratto dall'album Grazie mille del 1999. Il brano è contenuto anche negli album Love/Life, TuttoMax e Max Live 2008. Il video, a cartoni animati anime, è stato realizzato dalla casa di produzione toscana Stranemani.

## Video musicale
Il video è ambientato nel Far West, con Max Pezzali nei panni di un cowboy, e racconta la storia d’amore fra Rocco e la cagnolina di nome Ketty che arriva per caso in paese su una carovana. Nel finale il cagnolino dell'ex 883 resta in città con la sua nuova amata, mentre Pezzali va via in carovana insieme a una misteriosa ragazza.

## Formazione
- Max Pezzali - voce

- Marco Guarnerio -  chitarra
- Fabrizio Frigeni - chitarra
- Matteo Salvadori - chitarra
- Daniele Moretto - tromba
- Eugenio Mori - batteria
- Alberto Tafuri -  tastiera
- Michele Monestiroli - sassofono[senza fonte]